# نان خطایی

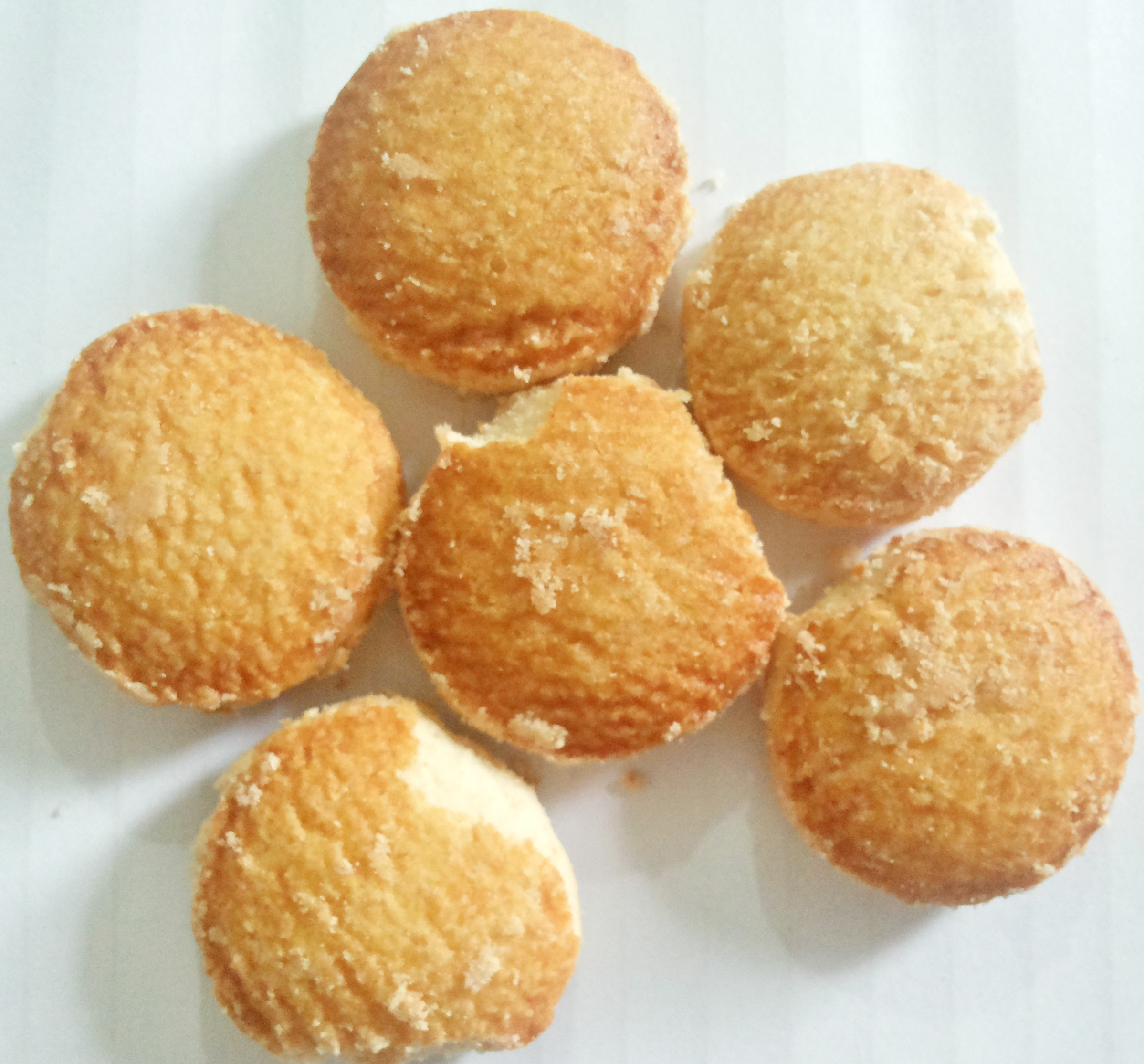
نان خطایی

نانِ خَطایی (به اردو: نان خطائی؛ به بنگالی: নানখাতাই؛ به برمه‌ای: နံကထိုင်؛ به هندی: नानख़टाई؛ به سینهالی: ඤාණකතා؛ به تامیلی: நானஹத்தா) یک نوع بیسکویت شیرینی سابله است که با طعم‌های متنوعی در جنوب آسیا تهیه می‌شود و که در افغانستان با نام کُلچهٔ خَطایی شناخته می‌شود.